# Cristina Piris López-Doriga
Cristina Piris López-Doriga (Santander, 1949 - Valencia, 26 de diciembre de 2003) fue una política y sindicalista valenciana. A principios de los años 1970 se trasladó a Valencia, donde trabajó en el textil, y se licenció en Filosofía y Letras en la Universitat de València, donde fue alumna de Josep Vicent Marqués. Participó en la fundación de las primeras Comisiones Obreras del textil valenciano. Integrada en el Movimiento Comunista del País Valenciano (MCPV), después participó en la colaboración entre el Movimiento Comunista y la LCR del que nació Revolta, que se plasmó en el Centro Cívico Ca Revolta de Velluters. El 2007 recibió a título póstumo el premio de las Cortes Valencianas. trabajo cómo profesora de Valenciano en el IES la marxadella en Torrent.